# Rhopalotettix uncusivertex
Rhopalotettix uncusivertex är en insektsart som beskrevs av Zheng, Z. 2003. Rhopalotettix uncusivertex ingår i släktet Rhopalotettix och familjen torngräshoppor. Inga underarter finns listade i Catalogue of Life.